# Francisco Rodríguez Caula y Meleiro
D. Francisco Rodríguez Caula y Meleiro (17 de março de 1895 - 31 de dezembro de 1928), foi um militar da Força Aérea Espanhola.
Ocupou os postos de Piloto, Capitão de Infantaria e Comandante  da Força Aérea Espanhola, serviu na Base Aérea de Madrid, foi chefe da Base Aeronaval El Atalayón, em Melilha no Marrocos.

## Biografia
Concluiu o curso de 2º Tenente da Infantaria em 26 de junho de 1913.
Foi enviado como 2º tenente para o Regimento de Múrcia em 28 de junho de 1913.
Recebeu a patente de Capitão de Infantaria em 28 de abril de 1919.
Foi promovido de Capitão a Comandante em 8 de setembro de 1925.

### Guerra do Rife
Entre os voos que o distinguiram, estão: o ataque Nador-Tetuán e vice-versa, com bombardeio de Peñón de Vélez de la Gomera (costa). Em 9 de abril de 1922, e com o mesmo objetivo, bombardeia e faz um reconhecimento fotográfico, sendo felicitado pelo Alto Comissariado as equipes que o fizeram no dia 13 do referido mês. Distinguiu-se particularmente em seu desempenho durante o período de operações de 26 de abril a 12 de maio de 1925, devido à intensidade e qualidade dos voos realizados. Oficial inteligente, fez serviços de guerra numerosos, nos quais ele se distinguiu.
De seu período como militar, este oficial tinha no final do período para sua nomeação como comandante, nove anos de serviços como oficial, dos quais cerca de sete foram servindo na Campanha do Marrocos. Como piloto, realizou mais de cem voos de reconhecimento e bombardeio sobre o terreno inimigo e em todos eles demonstrou seu desempenho brilhante. Foi laureado com duas cruzes de mérito militar de primeira classe com emblema vermelho e Medalha de Marrocos com Melilla.
Foi indicado para promoção como Comandante de Infantaria da Guerra, ao Ministério da Guerra da Espanha, pelo General em Chefe do Exército da Espanha na África, o Duque de Tetuan, levando em conta os serviços de campanha relevantes que ele prestou em nossa área de Protetorado do Marrocos, pertencente ao Serviço de Aviação Militar; as disposições da lei de 5 de agosto de 1922 (C. L. nº 293); o relatório favorável do Conselho Superior de Guerra e Marinha, bem como de acordo com o disposto no artigo 36 do Regulamento de recompensas em tempo de guerra de 10 de março de 1920, e de acordo com o Conselho e resolução datada de 6 de setembro de 1925, dá ao mencionado capitão o uso da patente de comandante para méritos de guerra.
Para o capitão da infantaria D. Francisco Rodríguez Caula y Meleiro, ele foi proposto para a promoção a comandante por méritos de campanha na África durante o quinto período de operações. Foi citado na ordem geral do Exército de 13 de abril de 1925, com os seguintes méritos: Declararam no arquivo em termos elogiosos para o interessado, Sanjurjo e os capitães Mata, Mansaneque, Gudin, Moreno Abella, Ferreira e Ureta.
O capitão Moreno Abella, chefe da proposta, diz que o considera digno de ser imediatamente promovido pela distinta atuação em Serviço de aviação e, especialmente, por um bombardeiro de discrição que ele realizou, e que se ofereceu voluntariamente em Torres de Alcalá, um antigo castelo antes de Fédon de la Gomera, um bombardeio que foi considerado muito perigoso durante todo o percurso.
O General Sanjurjo, também considerou digno de promoção ao Capitão Rodriguez Caula, e manifestou que o seu comportamento era excelente; e interveio com alguns feitos de armas, pela intrepidez dos seus voos e o sucesso no bombardeio do inimigo; e mais principalmente, nas operações em Tazarut, o que facilitou a passagem das colunas de soldados com elas, através do ponto de passagem conseguido através do bombardeio.

### A Queda do Dornier
Rodríguez Caula morreu em um acidente aéreo na costa de Orã. O avião era o mesmo em que estavam Francisco Rodríguez Caula, Pedro Tauler Pastor e soldado mecânico Juan Martínez Mortilla e que caiu no mar por volta de 7 horas da tarde de 31 de dezembro de 1928 (horário de decolagem), e 2 da madrugada do 1 de janeiro de 1929, limite da autonomia de voo. Este voo era uma das preparações do hidroavião Dornier n° 8, para um voo pelo Mediterrâneo que o Comandante Rodriguez Caula, chefe na época da Base Aeronaval El Atalayón, planejava realizar na segunda quinzena de janeiro de 1929. Os testes dos aviões Dornier estavam prenunciando tragédia, em julho de 1928, o Dornier nº 6 havia caído próximo a Oran, tentando realizar o mesmo feito, era o início da aviação militar e comercial, e daquela vez, o resgate fora bem sucedido, um navio que cruzava o mediterrâneo, resgatou a tripulação. 
O Dornier nº 8 decolou em um clima muito ruim - nuvens baixas e vento forte do oeste, partindo da base de Los Alcázares a El Atalayón, onde jamais chegaria. As exaustivas buscas, rastreios e pesquisas que por terra, mar e ar foram feitos, apenas deram resultado o encontrando, a cerca de 50 km de Mostaganem, Levante de Oran, a parte da da canoa do hidroavião, sem asas, sem motores ou empenagens; tinha se mantido à tona por causa dos tanques de combustível vazios, instalados no stummer. Essa circunstância parecia Indicar que o Dornier tinha voado para terminar a sua autonomia, e isso resultou no acidente da madrugada de 1 de janeiro de 1929. A maior parte das operações de busca pelo Dornier nº 8, foram empregadas pelo próprio irmão do Comandante Caula, o também militar Capitão Augusto Rodríguez Caula y Meleiro. 
Logo no início das buscas, foram encontrados os restos do avião, em especial a canoa e dias depois um bote salva-vidas, isso deu esperanças à equipe de buscas, que incessantemente voava da península até a costa de Oran em busca dos corpos. Os corpos foram encontrados por pescadores locais, na praia próxima a Cabo Fegalo, três meses após o acidente, e foram levados para o hospital militar do consulado da Espanha onde a capela ardente foi instalada. Na mesma tarde, foram levados para o cais para embarcá-los no cruzador Extremadura e encaminhados para a península.  